# شیش (رود)
شیش (به لاتین: Shish) یک رود در روسیه است که در استان اومسک واقع شده‌است.